# 蔡志強 (香港)
蔡志強（阿一）（英語：Peter Choi Chi-keung；1981年—），香港泛民主派人士，柴灣起動成員，香港的士司機，前香港東區區議會翠德選區議員。目前定居英國曼切斯特。

## 從政

### 踏足政治
2019年發生反修例運動，為了阻止建制派在多區自動當選，在翠德展開地區工作，並投入2019年東區區議會翠德選區的選戰。

### 2019年區議會選舉
包括蔡志強在內，位於柴灣、小西灣及杏花邨（簡稱「柴小杏」）的民主派候選人組織選舉聯盟柴灣起動，共同參選2019年區議會選舉，互相拉抬選情，結果柴灣起動12名候選人全數勝出。蔡志強於2021年9月10日拒絕出席区议员宣誓仪式，隨後立即被民政事務局局長徐英偉取消其議員資格。
| 政党   | 政党     | 候选人    | 票数  | %     | ±      |
| ------ | -------- | --------- | ----- | ----- | ------ |
|        | 柴灣起動 | ①. 蔡志強 | 2,994 | 53.41 | 不適用 |
|        | 自由黨   | ②. 李鎮強 | 2,612 | 46.59 |        |
| 多数票 | 多数票   | 多数票    | 382   | 6.82  | 不適用 |

## 議會問政

### 政府突取消監警會會議

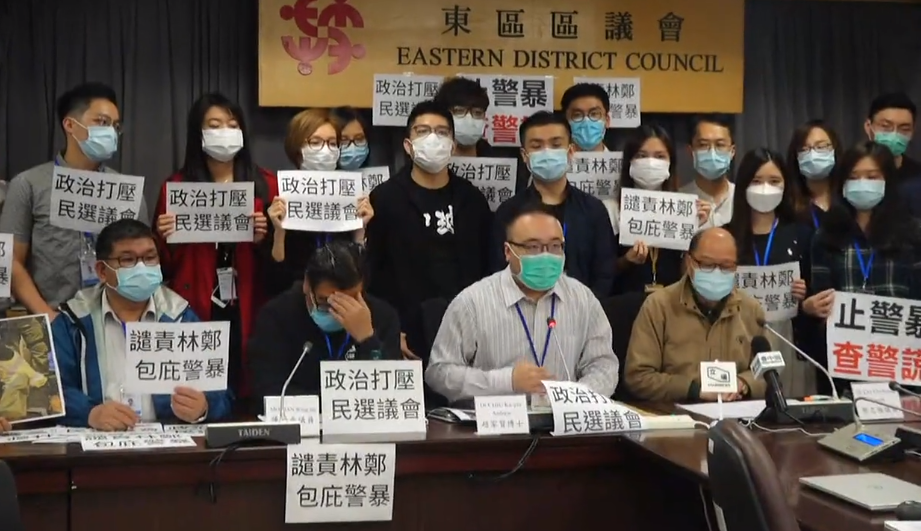
2020年3月10日，東區民主派議員譴責警務處不尊重民選議會拒派員出席檢警會會議

2020年3月10日，東區區議會原定舉行「檢視警方執法及行動特別委員會」第三次會議，討論多項與反修例運動相關議案，包括要求警方交代8月5日晚上北角衝突中的警力問題、在11月在柴灣發射多次催淚彈的原因、於太古城和西灣河的執法行動等事件。民政處在會議當日早上突然向委員會成員發出電郵，稱會議的職權範圍「可能涉及全港性執法事宜」和「收到高層命令」而宣布取消會議。警務處也拒絕派員出席。區議會26名民主派議員批評警權凌駕區議會職能，政府高層打壓區議會。

## 外部連結
- 2019年區議會選舉 － 蔡志強候選人簡介（页面存档备份，存于）
- 東區區議會 - 東區區議會議員資料 蔡志強先生（页面存档备份，存于）

| 議會席位      | 議會席位                                             | 議會席位 |
| ------------- | ---------------------------------------------------- | -------- |
| 前任： 李鎮強 | 東區區議會 翠德選區區議員 2020年1月1日－2021年9月9日 | 空缺     |